# Disma Fumagalli
Disma Fumagalli   (Inzago, 8 de setembre de 1826 - Milà, 9 de març de 1893) fou un compositor, pianista i professor de música italià del segle xix. Pertanyent a Fumagalli (família de músics).
Disma Fumagalli era germà dels compositors Carlo, Polibio, Adolfo i Luca Fumagalli. Disma va tenir els seus primers estudis sobre piano amb Giuseppe Medaglia a la seva ciutat natal Inzago i els va continuar al Conservatori de Milà amb Antonio Angeleri (1801-1889), on també va estudiar composició. A la dècada de 1850 va treballar a Milà com a pianista en diversos concerts del seu germà Adolfo. El 1853 va interpretar el concert de piano de Friedrich Kalkbrenner a Vimercate (1785-1849); també va realitzar un concert commemoratiu el 1856 per al seu germà Adolfo, que va morir el 3 de maig d'aquest any. El 1857 es va convertir en professor de piano al Conservatori de Milà, càrrec que va ocupar fins a la seva mort. Els seus estudiants van incloure, per exemple, Albino Gorno i Ida Bosisio. També es va convertir en professor d'honor de la "Congregazione Ponteficia" i a l'"Accademia di Santa Cecilia" de Roma, així com membre de la "Società Filarmonica" de Nàpols. La seva filla Carla Fumagalli (1858-1949) va estudiar amb ell i es va convertir en una coneguda pianista de concerts. El rei italià Víctor Manuel II. Disma va dedicar una col·lecció d'obres per a piano el 1877. El 1870 i el 1880 fou membre de la comissió del concurs de composició de la "Società del quartetto" de Milà i el 1881 fou un dels organitzadors del Congrés de Músics italians.

## Obra
Disma va crear 334 composicions, totes per a piano; alguns es basen en melodies d'òpera. Segueixen l'estil del seu germà petit Adolfo, tot i que no tenen el seu talent, però requereixen una tècnica de piano magistral en el sentit de l'estil brillant. Representen un renaixement de la música instrumental clàssica italiana. Les seves obres contenen diverses partitures de piano, nocturns, capriccios, divertiments, scherzos i fantasies sobre temes d'òpera, però sobretotestudis de piano, inclosos els Preparazione alla Scuola della velocità op. 209 di Carl Czerny: 12 nuovi studi diteggiati (Milà, sense data). Destaquen especialment La rassegnazione op. 22 (Milà sense any), el Concerto As-Dur op. 83 per a piano i orquestra de corda (Milà 1856) i Canto della filatrice op. 334 ("Cançó de la filadora", Milà sense any), la seva última composició.